# Dendronephthya tenera
Dendronephthya tenera är en korallart som beskrevs av Holm 1895. Dendronephthya tenera ingår i släktet Dendronephthya och familjen Nephtheidae. Inga underarter finns listade i Catalogue of Life.